# Ielizaveta Malachenko
Pour les articles homonymes, voir Malachenko.

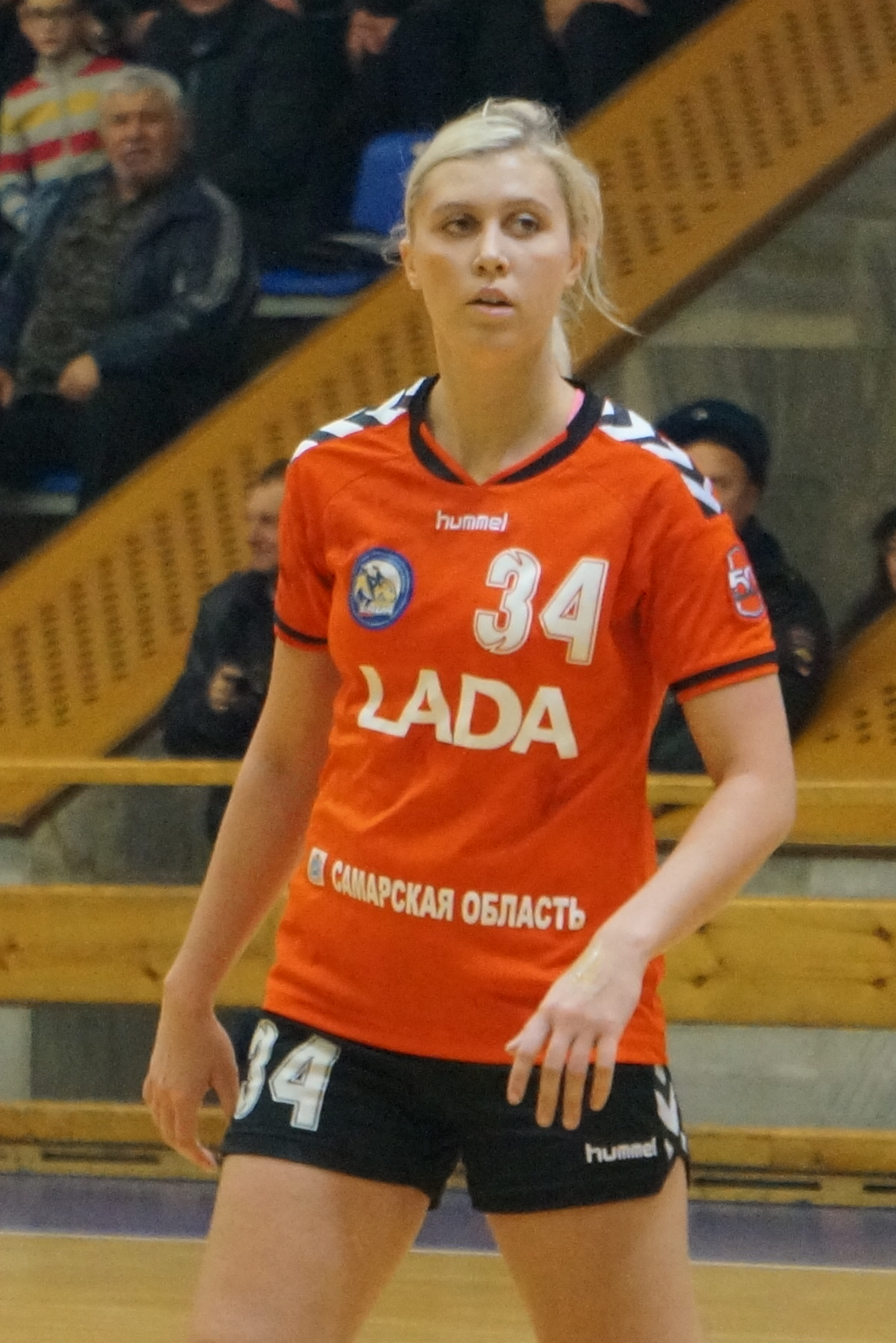
Ielizaveta Malachenko avec le Lada Togliatti en 2016.

Ielizaveta Viatcheslavovna Malachenko (russe : Елизавета Вячеславовна Малашенко), née le 26 février 1996 à Togliatti, est une joueuse internationale russe de handball évoluant au poste de demi-centre.

## Palmarès

### Sélection nationale
championnats du monde
- médaillée de bronze au championnat du monde 2019

championnats d'Europe
- finaliste du championnat d'Europe 2018

autres
- finaliste du championnat du monde junior en 2016
- finaliste du championnat d'Europe junior en 2015[1]
- vainqueur du championnat d'Europe junior en 2013[2]
- finaliste du championnat d'Europe jeunes en 2013[3]

### Club
compétitions internationales
- vainqueur de la coupe de l'EHF en  2012 et 2014 (avec Lada Togliatti)
- finaliste de la coupe des vainqueurs de coupe en 2016 (avec Lada Togliatti)

### Récompenses individuelles
- élue meilleure joueuse du championnat d'Europe jeunes 2013[4]